# Liste der Baudenkmale in Suderburg
In der Liste der Baudenkmale in Suderburg sind alle Baudenkmale der niedersächsischen Gemeinde Suderburg aufgelistet.  Die Quelle der IDs und der Beschreibungen ist der Denkmalatlas Niedersachsen. Der Stand der Liste ist der 14. November 2021.

## Allgemein
In den Spalten befinden sich folgende Informationen:
- Lage: die Adresse des Baudenkmales und die geographischen Koordinaten. Kartenansicht, um Koordinaten zu setzen. In der Kartenansicht sind Baudenkmale ohne Koordinaten mit einem roten Marker dargestellt und können in der Karte gesetzt werden. Baudenkmale ohne Bild sind mit einem blauen Marker gekennzeichnet, Baudenkmale mit Bild mit einem grünen Marker.
- Bezeichnung: Bezeichnung des Baudenkmales
- Beschreibung: die Beschreibung des Baudenkmales. Unter § 3 Abs. 2 NDSchG werden Einzeldenkmale und unter § 3 Abs. 3 NDSchG Gruppen baulicher Anlagen und deren Bestandteile ausgewiesen.
- ID: die Objekt-ID des Baudenkmales
- Bild: ein Bild des Baudenkmales, ggf. zusätzlich mit einem Link zu weiteren Fotos des Baudenkmals im Medienarchiv Wikimedia Commons. Wenn man auf das Kamerasymbol klickt, können Fotos zu Baudenkmalen aus dieser Liste hochgeladen werden:

## Suderburg

### Gruppe baulicher Anlagen
| Lage                                        | Bezeichnung | Beschreibung | ID       | Bild |
| ------------------------------------------- | ----------- | --- | -------- | ---- |
| Gänsekamp 1 52° 53′ 49″ N, 10° 27′ 4″ O     | Hofanlage   | Typische Suderburger Hofstelle mit zwei erhaltenen historischen Bauten (Wohn-Wirtschaftsgebäude und Treppenspeicher) auf ursprünglicher Parzelle. | 31080200 | BW   |
| Schwarzer Weg 7 52° 54′ 1″ N, 10° 25′ 47″ O | Landsitz    | Der um 1900 entstandene Landsitz "Tannrähm" konstituiert sich aus dem herrschaftlichen Wohnhaus (Gutshaus) und zwei an der Straße liegenden Nebengebäuden, von denen das eine ein Verwalterhaus ist, das andere eine Remise. Dazu gehört der die Bauten umgebende weitläufige Park mit altem Baumbestand. Der Name "Tannrähm" stammt vom nebenliegenden, ehemals von Tannen bestandenen Feuchtgebiet der Lüneburger Heide. | 31080220 | BW   |

### Einzeldenkmale
| Lage                                         | Bezeichnung                                   | Beschreibung | ID       | Bild |
| -------------------------------------------- | --------------------------------------------- | --- | -------- | ---- |
| An der Kirche 52° 53′ 37″ N, 10° 27′ 8″ O    | St.-Remigius-Kirche mit Kirchhof und Ehrenmal | Kreuzförmiger Saalbau aus Fachwerk mit dreiseitigem Ostschluss und älterem Feldstein-Rundturm (um 1000 n. Chr.) mit mächtigen Strebepfeilern. Das Kirchenschiff wurde entworfen vom kurhannoverschen Landbaumeister Otto Heinrich von Bonn 1752–53, Einweihung am 1.10.1753 (St. Remigius-Tag). Barocker Kanzelaltar von 1751. Glockenstuhl 1360 (d).                                                  | 31098390 |      |
| An der Kirche 3 52° 53′ 37″ N, 10° 27′ 5″ O  | Pfarrhaus                                     | Langgezogener traufständiger, auf Feldsteinsockel stehender Fachwerkbau mit Backsteinausfachungen unter Halbwalmdach in Ziegelhohlpfannendeckung. Errichtet 1790 (i) von Zimmermann Klinge. Innengerüst, Diele und Vorschauer erhalten. Gewölbekeller, der von einem Bach durchflossen wird. | 31098410 |      |
| An der Kirche 3 52° 53′ 37″ N, 10° 27′ 5″ O  | Kirchhof                                      | Der Kirchplatz liegt gegenüber dem Ort etwas erhöht und wird von einer Stützmauer aus Feld- und Hausteinen abgefangen. Am Rande des Kirchhofs befindet sich älterer Laubbaumbestand. | 31098707 | BW   |
| An der Kirche 3 52° 53′ 36″ N, 10° 27′ 7″ O  | Gefallenendenkmal                             | Denkmal für die Gefallenen des Ersten Weltkrieges 1914–18. Pilzförmiges Gebilde aus Findlingen, umgeben von einem Kranz von Findlingen. Standort leicht erhöht über drei Steinstufen erreichbar. Errichtet um 1920. | 31098920 | BW   |
| Am Bahnhof 4 52° 54′ 17″ N, 10° 25′ 59″ O    | Empfangsgebäude                               | Zweigeschossiger verputzter Massivbau unter flachem Satteldach. Entworfen um 1847 von Ferdinand Schwarz. | 31098427 | BW   |
| Bahnhofstraße 2 52° 53′ 43″ N, 10° 26′ 43″ O | Wohnhaus                                      | Zweistöckiger Fachwerkbau unter Sattel- bzw. Halbwalmdach in Ziegelpfannendeckung. Errichtet in der zweiten Hälfte des 17. Jahrhunderts. Im Süden zweistöckige Ergänzung mit Verandaanbau unter Satteldach von 1906. | 31098445 | BW   |
| Bahnhofstraße 7 52° 53′ 41″ N, 10° 26′ 40″ O | Wohnhaus                                      | Zweistöckiger, traufständiger Fachwerkbau mit Backsteinausfachung unter Krüppelwalmdach in Ziegelpfannendeckung. Errichtet um 1885. | 31098462 | BW   |
| Burgstraße 2 52° 53′ 40″ N, 10° 27′ 18″ O    | Treppenspeicher, Scheune                      | Anderthalbgeschossiger Wandständerbau unter Satteldach in Trapezblechdeckung. Gefache in Lehmstakung. Kniestock und Giebeldreieck verbohlt. Errichtet in der ersten Hälfte des 19. Jahrhunderts. | 31098479 | BW   |
| Gänsekamp 1 52° 53′ 50″ N, 10° 27′ 4″ O      | Wohn-/ Wirtschaftsgebäude                     | Vierständerbau unter Halbwalmdach in Zementpfannendeckung. Vorschauer und Dielentor zugesetzt. Wirtschaftsteil zu Wohnzwecken umgebaut. Erbaut 1822 (i). | 31099002 | BW   |
| Gänsekamp 1 52° 53′ 50″ N, 10° 27′ 3″ O      | Speicher                                      | Anderthalbgeschossiger Wandständerbau unter Satteldach in Zementpfannendeckung. Wände in Lehmstakung, Kniestock und Giebeldreiecke verbohlt. Jüngerer Schuppen an der Nordseite. Erbaut etwa zeitgleich wie das Wohn-/Wirtschaftsgebäude um 1822. | 31099099 | BW   |
| Holxer Straße 1 52° 53′ 52″ N, 10° 27′ 6″ O  | Wohnhaus                                      | Anderthalbgeschossiger Massivbau unter Halbwalmdach in Hohlpfannendeckung. Drempelgeschoss sowie Mittelrisalit aus Fachwerk. Errichtet 1913 (i). | 31098568 | BW   |
| Mühlenstieg 1 52° 53′ 41″ N, 10° 26′ 52″ O   | Schafstall                                    | Anderthalbgeschossiger Wandständerbau unter Halbwalmdach in Zementpfannendeckung. Teilunterkellerung. Gefache teils Backsteinausfachung, teils Lehmstakung, teils verputzt. Errichtet um 1740. | 31098585 | BW   |
| Schwarzer Weg 7 52° 54′ 1″ N, 10° 25′ 47″ O  | Tannrähmhaus                                  | Eingeschossiger verputzter Massivbau unter Satteldach in Zementpfannendeckung. Am Südgiebel Vorbau einer Holzveranda. Im Norden Eingangsvorbau mit Freitreppe. Putz steinimitierend. 1891 von Rittmeister a.D. William Schmidt aus Coswig erbaut. Der Name "Tannrähm" stammt vom nebenliegenden, ehemals von Tannen bestandenen Feuchtgebiet der Lüneburger Heide. Anlage des Landsitzes wohl um 1900. | 31098623 | BW   |
| Schwarzer Weg 5 52° 54′ 4″ N, 10° 25′ 46″ O  | Remise                                        | Anderthalbgeschossiger Massivbau unter Halbwalmdach in Ziegelpfannendeckung. Zwei Längseinfahrten. Backstein-/Putz-Mischbauweise auf Backsteinsockel. Drempel und Zwerchhaus aus Fachwerk. Erbaut um 1900. Ursprünglich wohl Remise und Stall. | 37174359 | BW   |
| Schwarzer Weg 5 52° 54′ 4″ N, 10° 25′ 46″ O  | Wohnhaus                                      | Ein- bzw. anderthalbgeschossiger Massivbau mit Fachwerk-Drempelgeschoss unter Satteldächern in Ziegelpfannendeckung. Backstein-/Putz-Mischbauweise auf Backsteinsockel, Zierfachwerk. Erbaut um 1900. | 37174337 | BW   |

## Bahnsen

### Einzeldenkmale
| Lage                                    | Bezeichnung                    | Beschreibung | ID                              | Bild |
| --------------------------------------- | ------------------------------ | --- | ------------------------------- | ---- |
| Hoher Kamp 52° 55′ 55″ N, 10° 24′ 16″ O | Außenschafstall mit Baumgruppe | Halbwalmdach in Doppelmuldenfalzziegeldeckung auf Feldsteinsockel, Giebel vertikal verbrettert. Errichtet als Außenschafstall im 19. Jahrhundert. Der Schafstall ist umstanden von kleinen Eichengehölzen.               | 31098798/1/-/ 31097715 31098798 | BW   |
| Rahn 52° 55′ 50″ N, 10° 23′ 26″ O       | Außenschafstall mit Baumgruppe | Gefügebau mit weit hinabgezogenem Halbwalmdach in Hohlpfannendeckung auf Feldsteinsockel, Giebel vertikal verbrettert. Errichtet als Außenschafstall im 19. Jahrhundert. Der Schafstall ist umgeben von großen Gehölzen. | 31098764/1/-/ 31097751 31098764 | BW   |

## Böddenstedt

### Gruppe baulicher Anlagen
| Lage                                        | Bezeichnung | Beschreibung | ID       | Bild |
| ------------------------------------------- | ----------- | --- | -------- | ---- |
| Mühlenstraße 1 52° 55′ 49″ N, 10° 26′ 28″ O | Hofanlage   | Die Hofanlage Cors, Mühlenstraße 1, umfasst einen baulichen Restbestand von zwei ortstypischen Speichergebäuden und einem Backhaus, die alle frei auf dem Hofgrundstück stehen. | 31080251 |      |
| Twiete 2 52° 55′ 46″ N, 10° 26′ 36″ O       | Hofanlage   | Kleine Hofanlage aus Haupthaus, Speicher, Backhaus/Schweinestall, Schuppen/Scheune und einer ehemaligen Flüchtlingsbaracke. Zusätzlich alter Baumbestand an der Twiete. An dem 1810 errichteten Treppenspeicher in der südöstlichen Grundstücksecke wurde 1839 das neue (bis heute vorhandene) Ortsschild für Böddenstedt befestigt (Ortseingang aus Richtung der Kreisstadt Uelzen). | 44662056 | BW   |

### Einzeldenkmale
| Lage                                               | Bezeichnung                      | Beschreibung | ID                              | Bild |
| -------------------------------------------------- | -------------------------------- | --- | ------------------------------- | ---- |
| Am Wehrfeld 1 52° 56′ 1″ N, 10° 25′ 33″ O          | Wohn-/ Wirtschaftsgebäude        | Zweiständer-Fachwerkgebäude mit Backsteinausfachung unter Halbwalmdach; mit Vorschauer. Errichtet 1825 (i). Mit Baumbestand | 31098849/1/-/ 31097769 31098849 | BW   |
| Mühlenstraße 1 52° 55′ 50″ N, 10° 26′ 27″ O        | Backhaus                         | Nurdachgebäude unter Satteldach in Ziegelpfannendeckung, Giebel z.T. verbrettert. Teilweise Fachwerk mit Backsteinausmauerung. Errichtet in der Mitte des 19. Jahrhunderts. | 31099034                        | BW   |
| Mühlenstraße 1 52° 55′ 48″ N, 10° 26′ 30″ O        | Speicher                         | Eineinhalbgeschossiger Wandständerbau unter Satteldach in Ziegelpfannendeckung. Kniestockverbohlung. Backsteinausmauerung, Giebeldreieck verbrettert. Errichtet 1845 (i). | 31098969                        | BW   |
| Mühlenstraße 1 52° 55′ 48″ N, 10° 26′ 29″ O        | Speicher                         | Eineinhalbgeschossiger Wandständerbau unter Satteldach in Ziegelpfannendeckung. Ausfachung in Lehmstakung. 1625 (i) errichtet. | 31097789                        | BW   |
| Mühlenstraße 6 52° 55′ 47″ N, 10° 26′ 26″ O        | Stall                            | Fachwerkbau auf Feldsteinsockel unter Halbwalmdach in Zementplattendeckung, Längsdurchfahrten, Giebeltrapez verbohlt. Errichtet als Schafstall um 1800. | 36449629                        | BW   |
| Mühlenstraße 10 52° 55′ 45″ N, 10° 26′ 27″ O       | Speicher                         | Eineinhalbgeschossiger Wandständerbau auf Feldsteinsockel unter Satteldach in Zinkblechdeckung. Durchgezapfte Ankerbalken mit Zapfenschloss. Außenwände verbohlt. Errichtet 1788 (i). Der Anbau stammt von ca. 1900. | 31097826                        | BW   |
| Mühlenstraße 12 52° 55′ 42″ N, 10° 26′ 27″ O       | Wohn-/ Wirtschaftsgebäude        | Zweiständer-Fachwerkhaus unter reetgedecktem Halbwalmdach. Gebäude transloziert aus Engeln (Lkr. Diepholz). Dort ursprünglich errichtet 1701 (i). | 31098673                        | BW   |
| Mühlenstraße 12 52° 55′ 42″ N, 10° 26′ 29″ O       | Stall                            | Fachwerkgebäude mit Anbau unter Satteldach in Ziegelpfannendeckung. Giebeldreiecke verbrettert. Gebäude transloziert innerhalb Böddenstedts. Ursprünglich errichtet als Schafstall 1834 (i). | 31099406                        | BW   |
| Suderburger Straße 14 52° 55′ 29″ N, 10° 26′ 12″ O | Wohnhaus                         | Zweigeschossiger verputzter Massivbau unter Walmdach in Ziegelpfannendeckung. Erhöhter Putzsockel. Niedrigere Seitenflügel. Mittig an der Südseite Altan. Quadratischer Fassadenaufbau und symmetrischer Grundriss. Eingänge in den Seitenflügeln, Treppenhaus mittig an der Rückseite: bleiverglaste Schmuckfenster im Treppenhaus. Erbaut 1923.                    | 31097880                        | BW   |
| Twiete 2 52° 55′ 46″ N, 10° 26′ 36″ O              | Scheune                          | Eingeschossiger Fachwerkbau mit Backsteinausfachung, unter flach geneigtem Pultdach. Ursprünglich Scheune von 1810, 1949 umgebaut zur Schlosserwerkstatt. | 44548272                        | BW   |
| Twiete 2 52° 55′ 47″ N, 10° 26′ 36″ O              | Wohn-/ Wirtschaftsgebäude        | Zweiständerbau unter Halbwalmdach. Errichtet 1803 (i). Zweiständergerüst original erhalten, ebenso der Dachstuhl, Strohdeckung 1966 ersetzt. | 44548257                        | BW   |
| Twiete 2 52° 55′ 47″ N, 10° 26′ 36″ O              | Baracke                          | In vier Bauphasen entstandenes eingeschossiges Gebäude in einfacher Bauweise (beplanktes Holzgerüst), Flachdach in Bitumenpappdeckung. Errichtet 1951–59 für Flüchtlinge. Zuletzt Dorfladen. | 44548309                        | BW   |
| Twiete 2 52° 55′ 46″ N, 10° 26′ 36″ O              | Stall                            | Backsteinbau unter Satteldach in Hohlpfannendeckung. Ursprünglich Schweinestall, Backofen im Inneren erhalten. Erbaut Ende des 19. Jahrhunderts. | 44548289                        | BW   |
| Twiete 2 52° 55′ 46″ N, 10° 26′ 37″ O              | Speicher                         | Anderthalbgeschossiger Wandständerbau unter Satteldach in Ziegeldeckung. Ausfachung in Lehmstakung, Giebel verbrettert. Um 1810 errichtet, 1839 wurde hier das neue (bis heute vorhandene) Ortsschild für Böddenstedt befestigt (Ortseingang aus Richtung der Kreisstadt Uelzen).                                                                                    | 31098724                        | BW   |
| Uelzener Straße 2 52° 55′ 46″ N, 10° 26′ 43″ O     | Wohnhaus                         | Anderthalbgeschossiger Massivbau auf erhöhtem Putzsockel unter Krüppelwalmdach in Zementpfannendeckung. Hervorgehoben sind die Ecklisenen, das Giebel- und das Traufgesims. Außermittiger Eingangsrisalit mit Flugsparren und Hängesäule. Erbaut 1911. | 31097916                        | BW   |
| Uelzener Straße 52° 55′ 47″ N, 10° 26′ 57″ O       | Gefallenendenkmal mit Grünanlage | Denkmal für Gefallene und Opfer der beiden Weltkriege an der Uelzener Straße in Böddenstedt. Der zentrale Findling erinnert an die Gefallenen des Ersten Weltkrieges, zahlreiche auf der Grünanlage verteilte weitere Findlinge sind zu Ehren der Gefallenen des Zweiten Weltkriegs errichtet. Gestaltete Grünfläche mit Wegen, Rasenflächen, Bäumen und Findlingen. | 31098867/1/-/ 31097861 31098867 |      |

## Graulingen

### Einzeldenkmale
| Lage                                              | Bezeichnung | Beschreibung | ID | Bild |
| ------------------------------------------------- | ----------- | --- | -- | ---- |
| Graulinger Straße 43 52° 54′ 16″ N, 10° 25′ 16″ O | Speicher    | Eineinhalbgeschossiger Wandständerbau unter Satteldach. Seitlich befinden sich drei Türen auf der Westseite. Errichtet um 1800. |    | BW   |

## Hamerstorf

### Einzeldenkmale
| Lage                                           | Bezeichnung               | Beschreibung | ID       | Bild |
| ---------------------------------------------- | ------------------------- | --- | -------- | ---- |
| Auf der Kampe 1 52° 54′ 58″ N, 10° 27′ 35″ O   | Wohnhaus                  | Wohnhaus, das als Wohnteil dem Wirtschaftsbau (Scheune) hammerkopfartig vorgesetzt wurde. Beide Gebäude sind eineinhalbgeschossig. Wohnteil mit Erdgeschoss in Backsteinsichtmauerwerk, Drempel und Giebel in Fachwerk, unter Krüppelwalmdach. Hölzerner Vorbau mit Balkon unter Satteldach. Erbaut 1911(i).                                                  | 31097984 | BW   |
| Stahlbachstraße 9 52° 54′ 58″ N, 10° 27′ 30″ O | Wohnhaus                  | Freistehendes, zweigeschossiges Gebäude mit Erdgeschoss in Backsteinbauweise, vorkragendem Obergeschoss in Fachwerk; unter Halbwalmdach in Ziegelpfannendeckung. Straßenseitig polygonaler Erker. Erbaut 1923. | 31098002 | BW   |
| Stahlbachstraße 11 52° 55′ 2″ N, 10° 27′ 31″ O | Wohn-/ Wirtschaftsgebäude | Wohnhaus als zweigeschossiger verputzter Wohnteil unter Krüppelwalmdach in Zementpfannendeckung an einen großen Wirtschaftsteil angebaut. Dreiachsiger Mittelrisalit mit Balkon, unter Satteldach. Erbaut 1910. Der westlich anschließende Wirtschaftsteil ist eineinhalbgeschossig in Backsteinsichtmauerwerk unter Krüppelwalmdach in Ziegelpfannendeckung. | 31098020 | BW   |

## Hösseringen

### Einzeldenkmale
| Lage                                          | Bezeichnung               | Beschreibung | ID       | Bild |
| --------------------------------------------- | ------------------------- | --- | -------- | ---- |
| Bauernstraße 7 52° 51′ 21″ N, 10° 25′ 4″ O    | Wohnhaus                  | Freistehender Fachwerkbau unter Halbwalmdach in Ziegelpfannendeckung. Mittelrisalit mit Haupteingang unter Walmdach. Entworfen von Architekt Warnecke, gebaut durch die Firma Boswau und Knauer (Hamburg) im Jahr 1920 (i).                                                                       | 31098199 | BW   |
| Am Landtagsplatz 52° 50′ 40″ N, 10° 24′ 30″ O | Speicher                  | Anderthalbgeschossiger verbohlter Fachwerkbau unter reetgedecktem Satteldach. Transloziert aus Bargfeld. Dort ursprünglich errichtet 1764. | 31098182 | BW   |
| Räber Weg 4 52° 51′ 32″ N, 10° 25′ 3″ O       | Speicher                  | Eineinhalbgeschossiger Wandständerbau unter Satteldach in Ziegeldeckung. Gefache in Lehmstakung, Lehmsteinen und Backsteinmauerwerk. Drempel und Giebeldreiecke mit Bohlen aufgefacht und verbrettert. Erbaut in der ersten Hälfte des 19. Jahrhunderts.                                          | 31098248 | BW   |
| Rauchwinkel 4 52° 51′ 21″ N, 10° 24′ 58″ O    | Speicher                  | Eineinhalbgeschossiger Wandständerbau unter Satteldach in Zementpfannendeckung. Eingezapfte Ankerbalken in Hochrähmzimmerung. Ausfachung in Lehmstakung. Zum Teil verbohlt. Errichtet um 1810. | 31098265 | BW   |
| Westerfeld 4 52° 51′ 32″ N, 10° 24′ 59″ O     | Wohn-/ Wirtschaftsgebäude | Giebelständiger Vierständerbau in Fachwerk mit Backsteinausfachung, unter Halbwalmdach. Das Gebäude besteht aus einem nördlichen Wohn- und einem südlichen Wirtschaftsteil. Ehemaliges Dielentor in der Südostfassade zugesetzt, neue Querdurchfahrt. Giebeltrapeze verbrettert. Erbaut 1798 (i). | 31098283 | BW   |

## Holxen

### Einzeldenkmale
| Lage                                                 | Bezeichnung                     | Beschreibung | ID       | Bild |
| ---------------------------------------------------- | ------------------------------- | --- | -------- | ---- |
| An der Mühle 52° 54′ 41″ N, 10° 29′ 4″ O             | Hardau-Brücke                   | Zweibogige Steinbrücke über die Hardau und begleitende Furt. Erbaut 1833. | 31098037 | BW   |
| An der Mühle 2 52° 54′ 39″ N, 10° 29′ 4″ O           | Mühle                           | Unterschlächtige Mühle, Fachwerkbau unter Satteldach in Ziegelpfannendeckung. Aufzugserker zum Hof. Gefache in Backsteinausmauerung, drei Seiten verbrettert. Wasserrad, Teile des Mahlwerks. Aalfang, Stauwehr. Errichtet 1765 (i). | 31098093 | BW   |
| Straße Holxen-Suderburg 52° 54′ 25″ N, 10° 28′ 36″ O | Streckenführung und Pflasterung | Die Straße beginnt im Süden von Holxen (Lage) und endet kurz vor Sudenburg (Lage). | 31098055 | BW   |

## Räber

### Einzeldenkmale
| Lage                                    | Bezeichnung                 | Beschreibung | ID                              | Bild |
| --------------------------------------- | --------------------------- | --- | ------------------------------- | ---- |
| Stintweg 2 52° 52′ 33″ N, 10° 24′ 29″ O | Wohn-/ Wirtschaftsgebäude   | Zweiständerbau in Fachwerk mit Backsteinausfachung, unter Halbwalmdach in Ziegelpfannendeckung. Errichtet 1786 (i). Der Wirtschaftsgiebel des Gebäudes zeigt nach Westen, die davor liegende Hofeinfahrt wird eingefasst von einer Mauer aus großen Findlingen und Feldsteinen. | 31098355                        | BW   |
| Stintweg 2 52° 52′ 33″ N, 10° 24′ 29″ O | Pflasterung und Baumbestand | Der Hof ist gepflastert. Die Parzelleneinfriedung wird begleitet von altem Baumbestand. | 31098903/1/-/ 31098886 31098903 | BW   |

## Ehemalige Baudenkmale
| Lage                                                          | Bezeichnung                        | Beschreibung | ID | Bild |
| ------------------------------------------------------------- | ---------------------------------- | ------------ | -- | --- |
| Suderburg Am Bahnhof 5 52° 54′ 15″ N, 10° 25′ 59″ O           | Wohn- und Geschäftshaus            |              |    | [[Vorlage:Bilderwunsch/code!/C:52.904173,10.432974!/D:Suderburg Am Bahnhof 5, Wohn- und Geschäftshaus!/\|BW]]                  |
| Suderburg Herbert-Meier-Straße 3 52° 53′ 46″ N, 10° 26′ 47″ O | Hofanlage                          |              |    | [[Vorlage:Bilderwunsch/code!/C:52.896216,10.446488!/D:Suderburg Herbert-Meier-Straße 3, Hofanlage!/\|BW]]                      |
| Suderburg Burgstraße 6 52° 53′ 38″ N, 10° 27′ 14″ O           | Wohn-/ Wirtschaftsgebäude          |              |    | [[Vorlage:Bilderwunsch/code!/C:52.893803,10.453912!/D:Suderburg Burgstraße 6, Wohn-/ Wirtschaftsgebäude!/\|BW]]                |
| Suderburg Heerstraße 1 52° 51′ 53″ N, 10° 25′ 37″ O           | Außenschafstall mit Baumgruppe     |              |    | [[Vorlage:Bilderwunsch/code!/C:52.86474,10.427034!/D:Suderburg Heerstraße 1, Außenschafstall mit Baumgruppe!/\|BW]]            |
| Suderburg Weg nach Breitenhees 52° 53′ 1″ N, 10° 26′ 38″ O    | Außenschafstall mit Baumgruppe     |              |    | [[Vorlage:Bilderwunsch/code!/C:52.88351,10.44396!/D:Suderburg Weg nach Breitenhees, Außenschafstall mit Baumgruppe!/\|BW]]     |
| Bahnsen Bahnhofsweg 16 52° 55′ 18″ N, 10° 24′ 55″ O           | Hofanlage                          |              |    | [[Vorlage:Bilderwunsch/code!/C:52.92155,10.415197!/D:Bahnsen Bahnhofsweg 16, Hofanlage!/\|BW]]                                 |
| Bahnsen Dreilinger Weg 5a 52° 55′ 21″ N, 10° 24′ 38″ O        | Wohn-/ Wirtschaftsgebäude          |              |    | [[Vorlage:Bilderwunsch/code!/C:52.922402,10.410532!/D:Bahnsen Dreilinger Weg 5a, Wohn-/ Wirtschaftsgebäude!/\|BW]]             |
| Böddenstedt Am Wehrfeld 1 52° 56′ 1″ N, 10° 25′ 33″ O         | Hofanlage mit Baumbestand          |              |    | [[Vorlage:Bilderwunsch/code!/C:52.933636,10.425755!/D:Böddenstedt Am Wehrfeld 1, Hofanlage mit Baumbestand!/\|BW]]             |
| Böddenstedt Mühlenstraße 6 52° 55′ 46″ N, 10° 26′ 28″ O       | Hofanlage                          |              |    | [[Vorlage:Bilderwunsch/code!/C:52.929536,10.440977!/D:Böddenstedt Mühlenstraße 6, Hofanlage!/\|BW]]                            |
| Böddenstedt Mühlenstraße 16 52° 55′ 39″ N, 10° 26′ 31″ O      | Hofanlage                          | "Mühlenhof"  |    | |
| Böddenstedt Suderburger Straße 4 52° 55′ 41″ N, 10° 26′ 34″ O | Wohnhaus                           |              |    | [[Vorlage:Bilderwunsch/code!/C:52.927932,10.442666!/D:Böddenstedt Suderburger Straße 4, Wohnhaus!/\|BW]]                       |
| Graulingen Graulinger Straße 40 52° 54′ 17″ N, 10° 25′ 13″ O  | Treppenspeicher, Wohnhaus          |              |    | [[Vorlage:Bilderwunsch/code!/C:52.904837,10.420406!/D:Graulingen Graulinger Straße 40, Treppenspeicher, Wohnhaus!/\|BW]]       |
| Hösseringen Am Landtagsplatz 52° 50′ 38″ N, 10° 24′ 24″ O     | Gedenkstätte und zugehörige Bauten |              |    | [[Vorlage:Bilderwunsch/code!/C:52.843856,10.406711!/D:Hösseringen Am Landtagsplatz, Gedenkstätte und zugehörige Bauten!/\|BW]] |
| Hösseringen Westerfeld 6 52° 51′ 31″ N, 10° 24′ 52″ O         | Hofanlage                          |              |    | [[Vorlage:Bilderwunsch/code!/C:52.858559,10.414479!/D:Hösseringen Westerfeld 6, Hofanlage!/\|BW]]                              |
| Hösseringen Westerfeld 10 52° 51′ 30″ N, 10° 24′ 48″ O        | Wohn-/ Wirtschaftsgebäude          |              |    | [[Vorlage:Bilderwunsch/code!/C:52.858359,10.413282!/D:Hösseringen Westerfeld 10, Wohn-/ Wirtschaftsgebäude!/\|BW]]             |
| Räber Ringstraße 3 52° 52′ 34″ N, 10° 24′ 20″ O               | Wohn-/ Wirtschaftsgebäude          |              |    | [[Vorlage:Bilderwunsch/code!/C:52.875976,10.405599!/D:Räber Ringstraße 3, Wohn-/ Wirtschaftsgebäude!/\|BW]]                    |